# 兴起狡蛛
兴起狡蛛（学名：Dolomedes insurgens）为盗蛛科狡蛛属的动物。在中国大陆，分布于江苏、湖北、湖南、浙江、广东、贵州、四川等地，多生活于水边草丛。该物种的模式产地在江苏。